# Kábul
Kábul (paštunsky کابل Kābəl‎; persky (afghánská perština) کابل Kābul‎) je hlavním městem Afghánistánu. Jeho název pochází ze jména stejnojmenné řeky, žije zde přibližně čtyři a půl milionů obyvatel.

## Přírodní podmínky
Kábul leží v údolí řeky Kábul uprostřed pohoří Asmai a Šír-Daváza. Město leží v nadmořské výšce okolo 1 760 m, nejnižší bod je ve výšce 1 720 m n. m., nejvyšší ve výšce 1 850 m n. m. V červenci se průměrná teplota pohybuje okolo 25 °C, v lednu klesá těsně pod bod mrazu. Nejvíc srážek spadne v dubnu, v tomto měsíci činí úhrn 100 mm. Naproti tomu v červenci spadne průměrně pouze 5 mm srážek.

## Historie

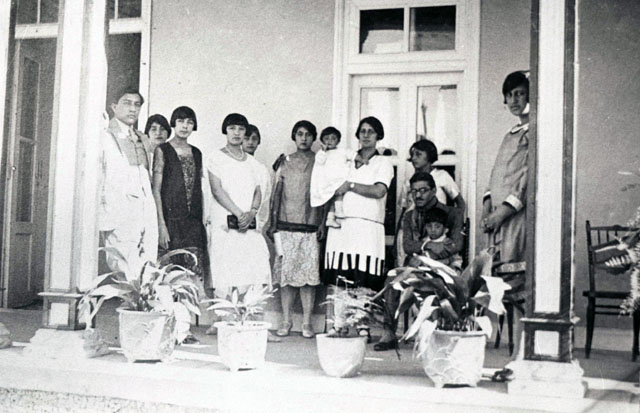
Afghánští muži a ženy v Kábulu ve 20. letech 20. století.

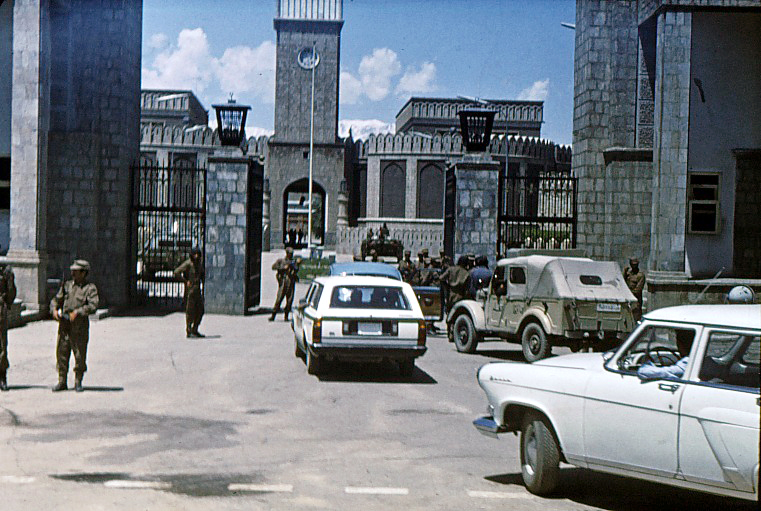
Den po revoluci v dubnu 1978, kdy byl svržen a zavražděn Muhammad Dáúd Chán

Kábul byl založen v 1. tisíciletí př. n. l. na důležité obchodní cestě do Indie. První zmínky o městě lze nalézt ve védách, svatých knihách indických Árjů, které vznikaly v období od roku 1500 př. n. l. do roku 400 př. n. l. Nazývají ho Kubhá Kóphén. Geograf Strabón ho na počátku našeho letopočtu označil jako Kóphés, v polovině 2. století ho Ptolemaios nazývá Kóa. V roce 1221 byl Kábul vypleněn Čingischánem, v roce 1504 ho ovládl Bábur, potomek Tamerlána a učinil ho hlavním městem své říše Velkých Mughalů. Mughalové se zde u moci udrželi až do roku 1738, kdy je vyhnal perský vládce šáh Nádir. V roce 1747 se Kábul dostal pod nadvládu afghánského státu založeného Ahmadšáhem. V roce 1773 Timuršáh, syn Ahmadšáha, učinil z Kábulu hlavní město říše (na úkor Kandaháru). Později se říše rozpadla na čtyři knížectví, jedno z nich bylo Kábulské. V letech 1839–41, 1842 a 1880 bylo město obsazeno britskými vojsky. Po 3. afghánské válce v roce 1919 získal Afghánistán jako království plnou nezávislost a Kábul se stal jeho hlavním městem.
V 70. a 80. letech 20. století byl Kábul centrem komunistické afghánské vlády. Během celé sovětské války v Afghánistánu město úspěšně vzdorovalo dobytí. V této době bylo ve městě vybudováno panelové sídliště s domy podobnými tzv. chruščovkám v SSSR. Později kromě čtyřpatrových vznikaly i šestipatrové domy. Teprve po stažení sovětských vojsk byl na počátku občanské války v roce 1992 obležen a následně dobyt mudžahedíny. Těsně před dobytím bylo město z bezpečnostního i sociologického hlediska tvořeno dvěma odlišnými sektory. Na jednu část města hojně dopadaly rakety mudžahedínů, a rychle se z něho proto stala poničená chudinská čtvrť. Na druhou část města rakety dopadaly spíše výjimečně, takže se do něj přesunula vrstva nejbohatších Kábulanů a některá zahraniční zastoupení. Poslední pracovníci zastupitelského úřadu tehdejšího Československa byli evakuováni na jaře 1992.
Poslední komunistický prezident Muhammad Nadžíbulláh uprchl po dobytí města mudžahedíny do rezidence OSN, kde poměrně v bezpečí zůstal až do roku 1996. Mezitím se dramaticky změnila politická situace v Afghánistánu. V roce 1996 dobyli Kábul bojovníci Tálibánu. Dr. Nadžíbulláh byl prakticky okamžitě zatčen a veřejně popraven. Město se spolu s většinovým územím celého Afghánistánu dostalo do rukou Tálibánu. Zpět byl Kábul dobyt až 13. listopadu 2001 vojsky Severní aliance, která se později dělila o kontrolu nad městem s americkými jednotkami.

## Dnešní město

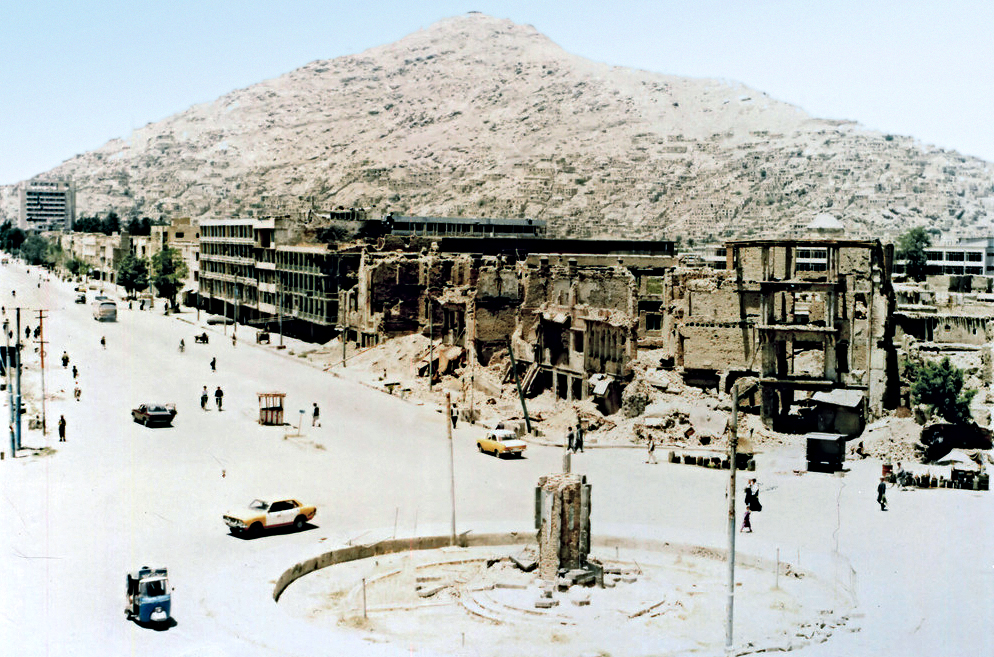
Část Kábulu zničeného během občanské války v roce 1993.

Město Kábul se dělí na dvě části: na starý Kábul a nové město. Starý Kábul se nachází na pravém břehu řeky, nové město na levém. Nejstarší část celého města leží na úpatí horského hřbetu Šir-Davaza. Uchovaly se zde i ruiny starobylých hradeb s pevností Bala Hišar. Nedaleko této pevnosti stojí sloup osvobození. Čím dál leží městské části od této oblasti, tím vypadají moderněji. Ve městě můžeme najít bývalý Královský palác a rezidence velvyslanectví, dále je zachováno několik pomníků na památku boje afghánských obyvatel za nezávislost. Historické muzeum založené v roce 1918 má velkou a bohatou sbírku mincí z období před příchodem islámu. Většina památek však byla v průběhu historie (už od období první anglické okupace) zničena.

## Doprava
Přibližně pět kilometrů severovýchodně od středu města leží mezinárodní letiště Hámida Karzaje, nejdůležitější civilní letiště v zemi a zároveň i významná vojenská letecká základna.

## Partnerská města
- Ankara, Turecko
- Kazaň, Rusko